# 董中基
董中基（？—），男，中国道士，现任中国道教协会副会长，浙江省道教协会会长，浙江省政协委员。